# Шешминцев, Лев Кириллович
Лев Кири́ллович Шешминцев (1857 — ноябрь 1924) — русский инженер, промышленник и общественный деятель, член Государственной думы от Калужской губернии.

## Биография
Православный. Землевладелец Ковенской губернии (60 десятин).
По окончании Московского технического училища с отличием в 1879 году, в течение двух с половиной лет состоял механиком на чугунолитейном заводе братьев Криворотовых в Ельце, затем был заведующим постройкой земледельческих машин и орудий на заводах Мальцовского торгово-промышленного товарищества.
В 1887 году, когда Мальцовские заводы перешли в казну, Шешминцев переехал в Благовещенск, где принял должность директора-распорядителя товарищества Амурского пароходства. Оставив эту должность в 1893 году, вместе с группой лиц получил подряд на поставку цемента для Забайкальской железной дороги и, в качестве директора-распорядителя товарищества Амурского цемента и товарищества Сибирского цемента, построил в Сибири два цементных завода.
В 1898 году был приглашен на должность главноуправляющего заводов и фабрик акционерного общества Мальцовских заводов, внедрил на заводах новый способ производства цемента. В следующем году учредил в Санкт-Петербурге акционерное общество Мальцовского портланд-цемента и был избран директором-распорядителем этого общества. С 1902 года занимал должность председателя правления Мальцовских заводов.
Избирался гласным Жиздринского уездного (с 1900) и Калужского губернского (с 1903) земских собраний. Был членом калужской партии «За Царя и порядок».
В феврале 1907 года был избран членом II Государственной думы от Калужской губернии. Входил во фракцию правых, затем во фракцию октябристов. Состоял председателем комиссии для приемки помещений ГД и членом комиссии о нормальном отдыхе служащих в торговых и ремесленных заведениях.
Осенью того же года избран в Государственную думу от 1-го и 2-го съездов городских избирателей Калужской губернии. Входил во фракцию октябристов. Состоял товарищем председателя финансовой комиссии и членом комиссии по рабочему вопросу. В обсуждении рабочего законодательства защищал интересы крупных промышленников.
По окончании полномочий члена ГД возглавлял правление Мальцовских заводов и акционерное общество Мальцовского портланд-цемента. Занимался благотворительностью. Был женат.
После революции эмигрировал во Францию. Умер в 1924 году.